# Nikolaus Moser (Tennisspieler)
Nikolaus Moser (* 21. März 1990 in Wien) ist ein ehemaliger österreichischer Tennisspieler.

## Karriere
Nikolaus Moser spielte hauptsächlich auf der ATP Challenger Tour und der ITF Future Tour.
Er konnte vier Einzel- und zwölf Doppelsiege auf der ITF Future Tour feiern. Auf der ATP Challenger Tour gewann er drei Doppelturniere. Zum 20. September 2010 durchbrach er erstmals die Top 200 der Weltrangliste im Doppel und seine höchste Platzierung war der 183. Rang im November 2010.
2013 spielte er sein letztes professionelles Turnier. Seit 2014 wird er nicht mehr in der Weltrangliste geführt.

## Erfolge
| Legende (Anzahl der Siege)  |
| Grand Slam                  |
| ATP World Tour Finals       |
| ATP World Tour Masters 1000 |
| ATP World Tour 500          |
| ATP World Tour 250          |
| ATP Challenger Tour (3)     |

### Doppel

#### Turniersiege
| Nr. | Datum           | Turnier   | Belag     | Partner               | Finalgegner                     | Ergebnis          |
| --- | --------------- | --------- | --------- | --------------------- | ------------------------------- | ----------------- |
| 1.  | 24. Juli 2010   | Pensa     | Hartplatz | Michail Jelgin        | Aljaksandr Bury Kiryl Harbazjuk | 6:4, 6:4          |
| 2.  | 29. August 2010 | Astana    | Hartplatz | Michail Jelgin        | Wu Di Zhang Ze                  | 6:0, 6:4          |
| 3.  | 21. Juli 2012   | Pensa (2) | Hartplatz | Konstantin Krawtschuk | Yuki Bhambri Divij Sharan       | 6:75, 6:3, [10:7] |